# Vladimir Joseph Krajina
Vladimir Joseph Krajina ( * Slavonice, Imperio austrohúngaro, hoy República Checa, 30 de enero de 1905 - Vancouver, Canadá, 31 de mayo de 1993) botánico, pteridólogo, briólogo, educador checo.
Obtuvo su doctorado summa cum laude, en 1927 en la Universidad Charles, de Praga, donde permaneció como empleado hasta 1948. Sus estudios botánicos se interrumpieron en varias ocasiones cuando la Segunda Guerra Mundial, como líder de la resistencia clandestina checa, tomando parte activa en la recopilación de información y transmitirlos a la Oficina de Guerra Británica. Esa obra le ganó honores militares y civiles.
En 1945, fue elegido miembro del Parlamento checo, y se desempeñó como Secretario de Estado en el gobierno dirigido por Jan Masaryk. En 1948, se vio obligado a buscar seguridad en el extranjero, cuando los comunistas ganaron el poder: en esos años tuvo el dudoso honor de ser condenado a muerte por los nazis y los comunistas. Emigró a Canadá con su familia, donde se incorporó al Departamento de Botánica de la Universidad de Columbia Británica, y allí permaneció hasta su jubilación en 1973.
Sus viajes de estudio fueron agitados, y sus presentaciones fueron legendarias. Supervisó numerosos estudiantes de Ph.D., quienes muchos pasaron a posiciones de liderazgo en ecología. Su obra principal fue el desarrollo e introducción de un sistema ecológico de clasificación de la vegetación, que son utilizados (regiones de vegetación). Ese sistema ha sido estudiado y copiado en varias partes del mundo, incluyendo Australia Occidental.
Su liderazgo le permitió la obtención de más de 100 reservas ecológicas en la Columbia Británica.

## Algunas publicaciones
- 1957. Ecology of the forests of the Pacific Northwest : Progress Reports
- 1976. Biogeoclimatic zones of British Columbia. Ed. Vancouver : University of British Columbia. 11 pp.

### Libros
- 1965. Ecology of western North America, Volúmenes 1-2. Ed. Dto. de Bot., University of British Columbia. 50 pp.
- 1974. Ecological Reserves in British Columbia. 185 pp.
- Krajina, v.j.; karel Klinka. 1982. Distribution and ecological characteristics of trees and shrubs of British Columbia. 131 pp.
- Klinka, karel; v.j. Krajina. 1986. Ecosystems of the University of British Columbia Research Forest, Haney, B.C. 123 pp.
- -------, -------, adolf Češka, a. m. Scagel. 1989. Indicator Plants of Coastal British Columbia. 288 pp. ISBN 0-7748-0321-5

## Honores
El reconocimiento del valor de su obra incluyó premios científicos, títulos honoríficos (DSC, LLD) y la pertenencia a la Orden de Canadá, en 1981.
El Departamento de Botánica continúa honrándolo con la "Conferencia anual Vladimir J. Krajina".

### Epónimos
- (Boraginaceae) Myosotis × krajinae Domin[2]
- (Crassulaceae) Sedum krajinae Domin[3]
- (Cyperaceae) Carex × krajinae Domin[4]
- (Leguminosae) Astragalus krajinae Domin[5]
- (Lomariopsidaceae) Elaphoglossum krajinae Biswas[6]
- (Poaceae) Sesleria krajinae Deyl[7]

- La abreviatura «Krajina» se emplea para indicar a Vladimir Joseph Krajina como autoridad en la descripción y clasificación científica de los vegetales.[8]